# Condado de Susquehanna
El condado de Susquehanna es un condado ubicado en el estado de Pensilvania. En 2000, su población era de 42.238 habitantes. El condado de Susquehanna fue fundado en 1810 a partir de parte del condado de Luzerne. Su sede está en Montrose.

## Geografía

### Condados adyacentes
- Condado de Broome (Nueva York) (norte)
- Condado de Wayne (este)
- Condado de Lackawanna (sureste)
- Condado de Wyoming (suroeste)
- Condado de Bradford (oeste)
- Condado de Tioga (noroeste)

## Demografía
Según el censo de 2000, el condado cuenta con 42.238 habitantes, 16.529 hogares y 11.785 familias residentes. La densidad de población es de 20 hab/km² (51 hab/mi²). Hay 21.829 unidades habitacionales con una densidad promedio de 10 u.a./km² (26 u.a./mi²). La composición racial de la población del condado es 98,54% Blanca, 0,30% Afroamericana o Negra, 0,15% Nativa americana, 0,22% Asiática, 0,01% De las islas del Pacífico, 0,17% de Otros orígenes y 0,60% de dos o más razas. El 0,67% de la población es de origen Hispano o Latino cualquiera sea su raza de origen.
De los 16.529 hogares, en el 31,90% de ellos viven menores de edad, 57,70% están formados por parejas casadas que viven juntas, 8,60% son llevados por una mujer sin esposo presente y 28,70% no son familias. El 24,30% de todos los hogares están formados por una sola persona y 11,50% de ellos incluyen a una persona de más de 65 años. El promedio de habitantes por hogar es de 2,53 y el tamaño promedio de las familias es de 2,99 personas.
El 25,50% de la población del condado tiene menos de 18 años, el 6,70% tiene entre 18 y 24 años, el 27,10% tiene entre 25 y 44 años, el 25,20% tiene entre 45 y 64 años y el 15,50% tiene más de 65 años de edad. La mediana de la edad es de 40 años. Por cada 100 mujeres hay 98,90 hombres y por cada 100 mujeres de más de 18 años hay 95,80 hombres.

## Localidades

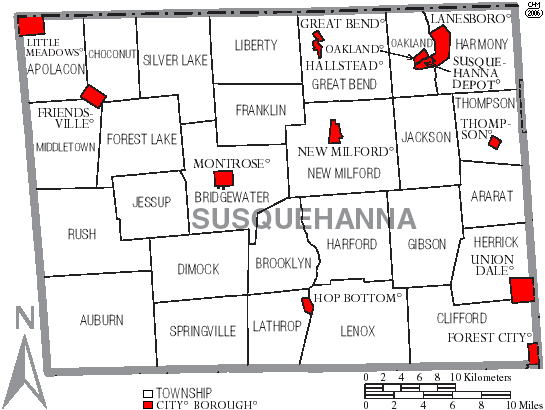
Mapa del condado con los boroughs en rojo y los municipios en blanco.

### Boroughs
Forest City |
Friendsville |
Great Bend |
Hallstead |
Hop Bottom |
Lanesboro |
Little Meadows |
Montrose |
New Milford |
Oakland |
Susquehanna Depot |
Thompson |
Union Dale 

### Municipios
Apolacon |
Ararat |
Auburn |
Bridgewater |
Brooklyn |
Choconut |
Clifford |
Dimock |
Forest Lake |
Franklin |
Gibson |
Great Bend |
Harford |
Harmony |
Herrick |
Jackson |
Jessup |
Lathrop |
Lenox |
Liberty |
Middletown |
New Milford |
Oakland |
Rush |
Silver Lake |
Springville |
Thompson 